# Gouvernement Sokotra
Sokotra (arabisch محافظة أرخبيل سقطرى, DMG Muḥāfaẓat Arḫabīl Suquṭrā ‚Gouvernement des Sokotra-Archipels‘) ist ein Gouvernement des Jemen. Es umfasst den gleichnamigen Sokotra-Archipel. Hauptstadt ist Hidaybu.

## Verwaltungsgliederung
Das Gouvernement Sokotra gliedert sich in 2 Distrikte.

## Geschichte
Die Inselgruppe war zunächst Teil des Staates Mahra, der 1963 in das Protektorat Südarabien eingegliedert wurde. Mit der Unabhängigkeit des Südjemen 1967 wurde die Inselgruppe dem Gouvernement ʿAdan angegliedert. 2004 kam die Inselgruppe zum Gouvernement Hadramaut.
Im Dezember 2013 wurde ein eigenes Gouvernement Sokotra mit den zwei Distrikten Hidaybu und Qulensya Wa Abd Al Kuri geschaffen.
Damit verbleiben noch 28 der zuvor 30 Distrikte im Gouvernement Hadramaut.
Seit der Intervention der Vereinigten Arabischen Emirate in Sokotra im Jahre 2018 steht das Gouvernement unter dem starken Einfluss der Vereinigten Arabischen Emirate.